# 12471 Larryscherr
12471 Larryscherr este un asteroid din centura principală de asteroizi.

## Descriere
12471 Larryscherr este un asteroid din centura principală de asteroizi. A fost descoperit pe 6 februarie 1997 la Haleakala în cadrul programului NEAT. Asteroidul prezintă o orbită caracterizată de o semiaxă mare de 2,44 ua, o excentricitate de 0,21 și o înclinație de 2,4° în raport cu ecliptica.